# Оказаки
Оказаки (јап. 岡崎市) град је у Јапану у префектури Аичи. Према попису становништва из 2005. у граду је живело 354.707 становника.

## Становништво
Према подацима са пописа, у граду је 2005. године живело 354.707 становника.
| 1995.   | 2000.   | 2005.   |
| ------- | ------- | ------- |
| 322.621 | 336.583 | 354.707 |